# Norra skenet
Norra skenet (que en sueco significa «Luz del Norte») es una escultura del artista Ernst Nordin que se encuentra en el campus de la Universidad de Umeå, en la ciudad sueca de Umeå.
En 1967, como parte del plan de diseño del campus de la Universidad de Umeå, se llevó a cabo un concurso por el cual se eligiría una nueva escultura. Este concurso fue ganado por Ernst Nordin. La escultura, Norra skenet se levantó en 1969 en el campus y se trasladó a su actual localización en 1995, con motivo de la construcción del centro para formación de profesores.
La escultura está hecha de acero inoxidable pulido. Se soldaron tubos cuadrangulares de acero haciendo una composición diagonal, que recuerdan las auroras boreales, las «Luces del Norte». Está iluminada por focos.
La Universidad de Umeå ha tomado esta escultura como símbolo y la usa como marca.